# War Memorial Gymnasium
Il War Memorial Gymnasium è un palazzetto dello sport del campus della University of San Francisco, per un breve periodo nel 1966-1967 ha ospitato i San Francisco Warriors, attualmente è la sede più antica di basket della Western Conference.